# Imagawa Yoshitada
Imagawa Yoshitada (今川義忠, 1436-1476) est le 9e chef du clan Imagawa.

## Biographie
Yoshitada Imagawa passe l'essentiel de sa vie à envahir la province de Totomi, pour laquelle il doit combattre les clans Katsumada et Yokota. Après avoir conquis la province, il revient chez lui dans la province de Suruga mais est tué à Shiokaizaka par des membres des deux clans précédemment cités. Son fils Ujichika Imagawa lui succède à la tête du clan.